# Ladislav Martan
Ladislav Martan (* 2. října 1989, Varnsdorf) je český fotbalový útočník či záložník, od července 2016 působící v týmu FC Hradec Králové.

## Klubová kariéra
Je odchovancem Slovanu Liberec, kam přišel v průběhu mládeže z klubu FK Rumburk.

### FC Slovan Liberec
Před sezonou 2009/10 se propracoval do prvního mužstva. V dresu Liberce debutoval v 1. české lize v 5. kole hraném 23. srpna 2009 proti SK Dynamo České Budějovice (výhra 3:0), když v 82. minutě nahradil na hrací ploše Bořka Dočkala. Celkem za A-tým Slovanu odehrál osm ligových střetnutí.

### FK Viktoria Žižkov (hostování)
V říjnu 2009 zamířil na hostování do druholigové Viktorie Žižkov, kde působil do léta 2010. Dohromady během angažmá v pražském klubu odehrál 21 zápasů v lize, ve kterých dal pět branek.

### FK Varnsdorf
Před ročníkem 2011/12 Liberec definitivně opustil a odešel do druhé ligy, konkrétně do mužstva FK Varnsdorf. Podzimní část sezony 2013/14 strávil na hostování ve Slovácku. Na jaře 2015 skončil s Varnsdorfem v tabulce na druhém místě, ale do 1. ligy místo něj kvůli nesplnění licenčních podmínek postoupil třetí FC Fastav Zlín. V červenci 2015 podepsal s Varnsdorfem nový kontrakt do léta 2017. V ročníku 2015/16 se stal společně s Lukášem Budínským (MFK Karviná) s 11 brankami druhým nejlepším střelcem 2. ligy. Během 4,5 let v týmu nastoupil ke 112 ligovým utkáním, vstřelil 28 branek.

### 1. FC Slovácko (hostování)
V červenci 2013 odešel na svou druhou prvoligovou. Zamířil hostovat z Varnsdorfu do mužstva 1. FC Slovácko, které o něj stálo již v minulosti. V moravském celku se neprosadil a přesto, že hostování mělo platnost do léta 2014, již v zimě 2013/14 se Martan vrátil do svého kmenového klubu. V dresu Slovácko nastoupil k osmi střetnutím v lize, gól nedal.

### FC Hradec Králové
V létě 2016 odmítl nabídku Baníku Ostrava, protože preferoval angažmá v nejvyšší soutěži. V červenci 2016 o něj projevil zájem tehdejším nováček 1. ligy FC Hradec Králové, kam přestoupil a s vedením se domluvil na dvouletém kontraktu s opcí.

#### Sezona 2016/17
V dresu Hradce Králové debutoval 31. 7. 2016 v ligovém utkání prvního kola na stadionu v Ďolíčku proti tamním Bohemians Praha 1905 (výhra 3:0), na hřišti pobyl do 90+1. minuty.

## Klubové statistiky
Aktuální k 11. červenci 2016
| Sezona  | Klub                       | Soutěž         | Zápasy | Góly |
| ------- | -------------------------- | -------------- | ------ | ---- |
| 2009/10 | FC Slovan Liberec          | Gambrinus liga | 1      | 0    |
| 2009/10 | FK Viktoria Žižkov (host.) | 2. liga        | 21     | 5    |
| 2010/11 | FC Slovan Liberec          | Gambrinus liga | 7      | 0    |
| 2011/12 | FK Varnsdorf               | 2. liga        | 26     | 3    |
| 2012/13 | FK Varnsdorf               | 2. liga        | 27     | 6    |
| 2013/14 | 1. FC Slovácko (host.)     | Gambrinus liga | 7      | 0    |
| 2013/14 | FK Varnsdorf               | 2. liga        | 11     | 0    |
| 2014/15 | FK Varnsdorf               | FNL            | 28     | 8    |
| 2015/16 | FK Varnsdorf               | FNL            | 21     | 11   |